# Антоновка (Флорештський район)
Антоновка (рум. Antonovca) — село у Флорештському районі Молдови. Входить до складу комуни, адміністративним центром якої є село Пражила.

## Населення
За даними перепису населення 2004 року у селі проживала 81 особа.
Національний склад населення села:
| Національність | Кількість осіб | Відсоток |
| -------------- | -------------- | -------- |
| українці       | 39             | 48,1%    |
| молдавани      | 38             | 46,9%    |
| росіяни        | 4              | 4,9%     |
| Всього         | 81             | 100%     |